# Уильямс, Алфи
А́лфи Уи́льямс (англ. Alfie Williams; род. 3 января 2011 года, Ньюкасл-апон-Тайн, Тайн-энд-Уир, Англия, Великобритания) — британский актёр, наиболее известный по роли Спайка в фильме «28 лет спустя».

## Ранние годы
Уильямс родился 3 января 2011 года в городе Ньюкасл-апон-Тайн, в графстве Тайн-энд-Уир. Его отец, актёр Алфи Добсон, стал для Уильямса главным источником вдохновения. С раннего детства мальчик проявлял интерес к актёрскому мастерству. В шесть лет он исполнил роль Скруджа в школьной постановке по мотивам «Рождественской песни» Диккенса, для чего изучил классическую экранизацию и упорно отрабатывал акцент. Этот опыт укрепил его стремление связать свою жизнь с актёрским мастерством.
Уильямс посещал театральную школу, но вскоре покинул её, так как она была слишком ориентирована на мюзиклы, тогда как его больше привлекали кино и телевидение. С семи лет он начал активно участвовать в прослушиваниях — это вскоре принесло ему первые роли в рекламных роликах.

## Карьера
Карьера Уильямса началась с небольших ролей в рекламе и короткометражных фильмах. В 2021 году он дебютировал в короткометражке «Phallacy», в которой он снимался с такими актёрами, как Стивен Грэм и Шон Паркес. Эта роль стала поворотной в карьере Уильямса — благодаря рекомендации Грэма он начал сотрудничество с агентством талантов Independent Talent Group, которое продолжается по сей день.
В 2022 году Уильямс появился в третьем сезоне фэнтезийного сериала BBC и HBO «Тёмные начала», исполнив небольшую роль призрака Тео. В 2022 году он исполнил роль Шона Коллинза в радиопостановке BBC Radio 4 «Наши друзья на Севере». В 2023 году Уильямс принял участие в фильме «A New Breed of Criminal», где исполнил роль молодого Джона Генри Сэйерса.
Настоящий прорыв произошёл в 2024 году, когда Уильямс получил главную роль Спайка в фильме Дэнни Бойла «28 лет спустя», вышедшем 20 июня 2025 года, вместе с такими известными актёрами, как Джоди Комер, Рэйф Файнс и Аарон Тейлор-Джонсон. На момент съёмок Уильямсу было всего 13 лет, и он прошёл четыре этапа прослушиваний, чтобы получить роль. Его игра получила восторженные отзывы критиков: The Hollywood Reporter назвал его «неоспоримым главным героем», Empire — «выдающимся новым талантом», The Times отметила «замечательное» исполнение, а по мнению British GQ, «Уильямс демонстрирует впечатляющий эмоциональный диапазон на протяжении всего фильма, особенно когда тональность переходит от мрачного ужаса к горько-сладкой трагедии». Уильямс вернётся к роли Спайка в сиквеле «28 лет спустя. Часть II: Костяной храм», съёмки которого уже начались.

## Личная жизнь
Одним из главных увлечений Уильямса является игра на гитаре, страсть к которой зародилась после того, как его коллега по фильму «28 лет спустя» Аарон Тейлор-Джонсон подарил ему винтажную акустическую гитару. Он большой поклонник Курта Кобейна, группы Nirvana и гранж-музыки в целом.
Помимо музыки, он увлекается видеоиграми. Среди его любимых — Red Dead Redemption, Ghost of Tsushima и Dead by Daylight.
Сейчас Уильямс живёт в Гейтсхеде, недалеко от Ньюкасл-апон-Тайн, вместе с семьёй. В настоящее время он находится на домашнем обучении.

## Фильмография
| Год  |     | Русское название                       | Оригинальное название           | Роль                   |
| ---- | --- | -------------------------------------- | ------------------------------- | ---------------------- |
| 2021 | кор | —                                      | Phallacy                        | Бо Уильямс             |
| 2022 | с   | Тёмные начала                          | His Dark Materials              | призрак Тео            |
| 2023 | ф   | Преступники: Высший уровень            | A New Breed of Criminal         | юный Джон Генри Сэйерс |
| 2025 | ф   | 28 лет спустя                          | 28 Years Later                  | Спайк                  |
| 2026 | ф   | 28 лет спустя. Часть II: Костяной храм | 28 Years Later: The Bone Temple | Спайк                  |

## Награды и номинации
| Год  | Премия                       | Категория    | Работа        | Результат |
| ---- | ---------------------------- | ------------ | ------------- | --------- |
| 2025 | Astra Midseason Movie Awards | Лучший актёр | 28 лет спустя | Номинация |